# Templo de Baco
O Templo de Baco faz parte do complexo de templos de Balbeque localizado no amplo Al-biqā (Vale do Beca), Líbano. O complexo do templo é considerado um excelente sítio arqueológico e artístico da arquitetura imperial romana e foi inscrito como Patrimônio Mundial da UNESCO em 1984. Este monumento a Baco é uma das ruínas do templo romano mais bem preservadas e grandiosas; sua idade é desconhecida, mas sua bela ornamentação pode ser datada do século II d.C.

## História
O templo foi provavelmente comissionado pelo imperador romano Antonino Pio (r. 138–161 d.C.). O período de construção é geralmente considerado entre 150 a 250. Nenhuma informação foi registrada sobre o local até a conquista grega do século IV, quando o templo provavelmente teria sido fechado devido à perseguição aos pagãos no final do Império Romano. Quando o complexo caiu em desuso, o Templo de Baco foi possivelmente protegido pelos escombros do restante das ruínas do local.
Não foi até 1898–1903 que isso foi oficializado por uma expedição alemã que escavou dois dos grandes templos e iniciou as reconstruções no local. Em 1920, o Estado do Grande Líbano foi proclamado e as proteções e reparos do local foram ordenados pelo governo libanês.
Em meados da década de 1970, a Guerra Civil Libanesa estourou e as proteções do local cessaram quando Al-Biqā se tornou um reduto para as forças palestinas e sírias. Em 1984, as ruínas de Balbeque foram inscritas como Patrimônio Mundial da UNESCO. A preservação do local começou na década de 1990, após o fim da guerra.
O Departamento do Oriente do Instituto Arqueológico Alemão realizou uma série de escavações arqueológicas e pesquisas sobre o Templo de Baco e todo o complexo do templo. O local está sendo continuamente pesquisado e avaliado, como documentação de relevos e esculturas, pesquisa arqueozoológica sobre a fauna nas ruínas, desenvolvimento urbano e sua relação com Balbeque.

## Arquitetura

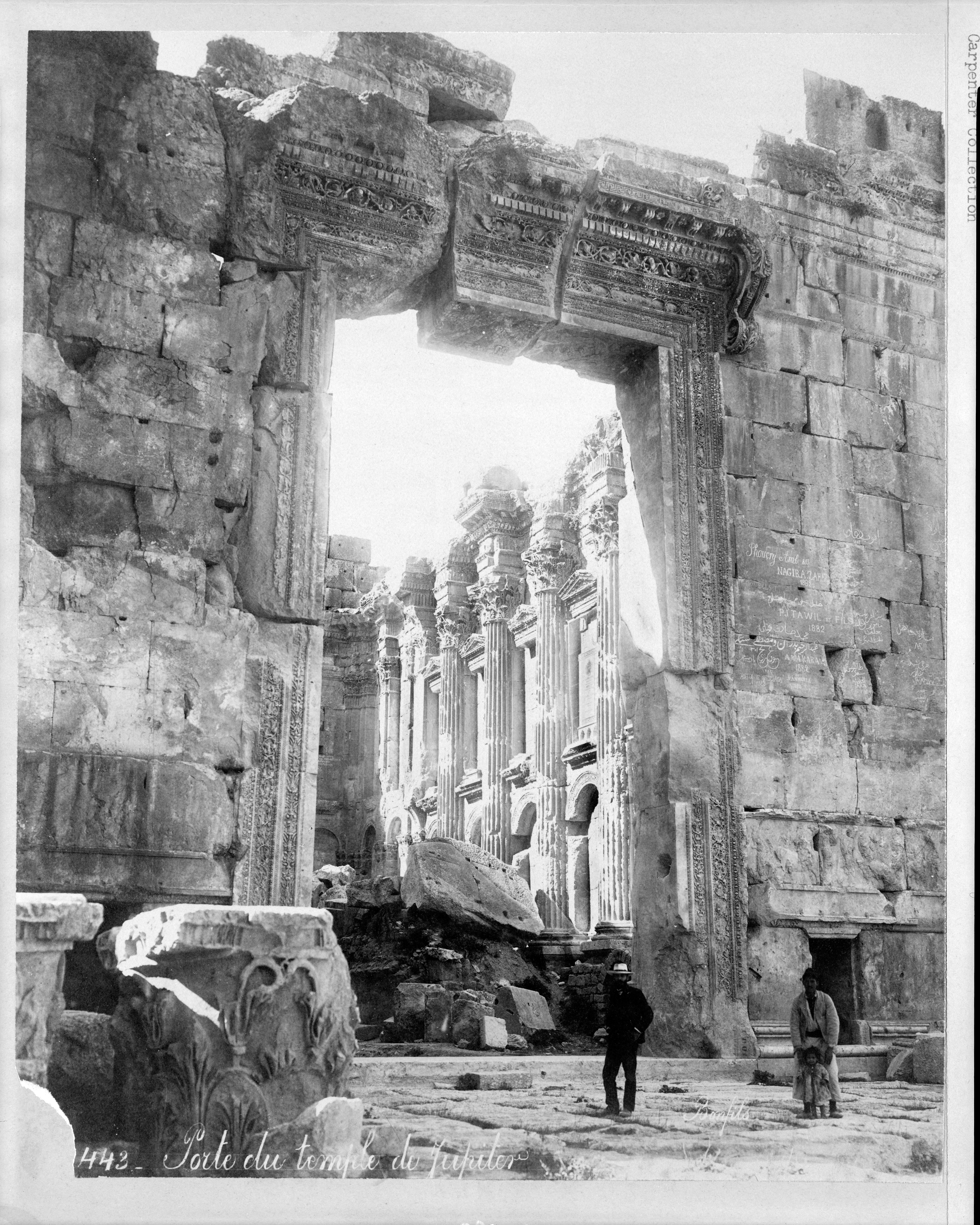
A entrada para o Templo de Baco na década de 1870

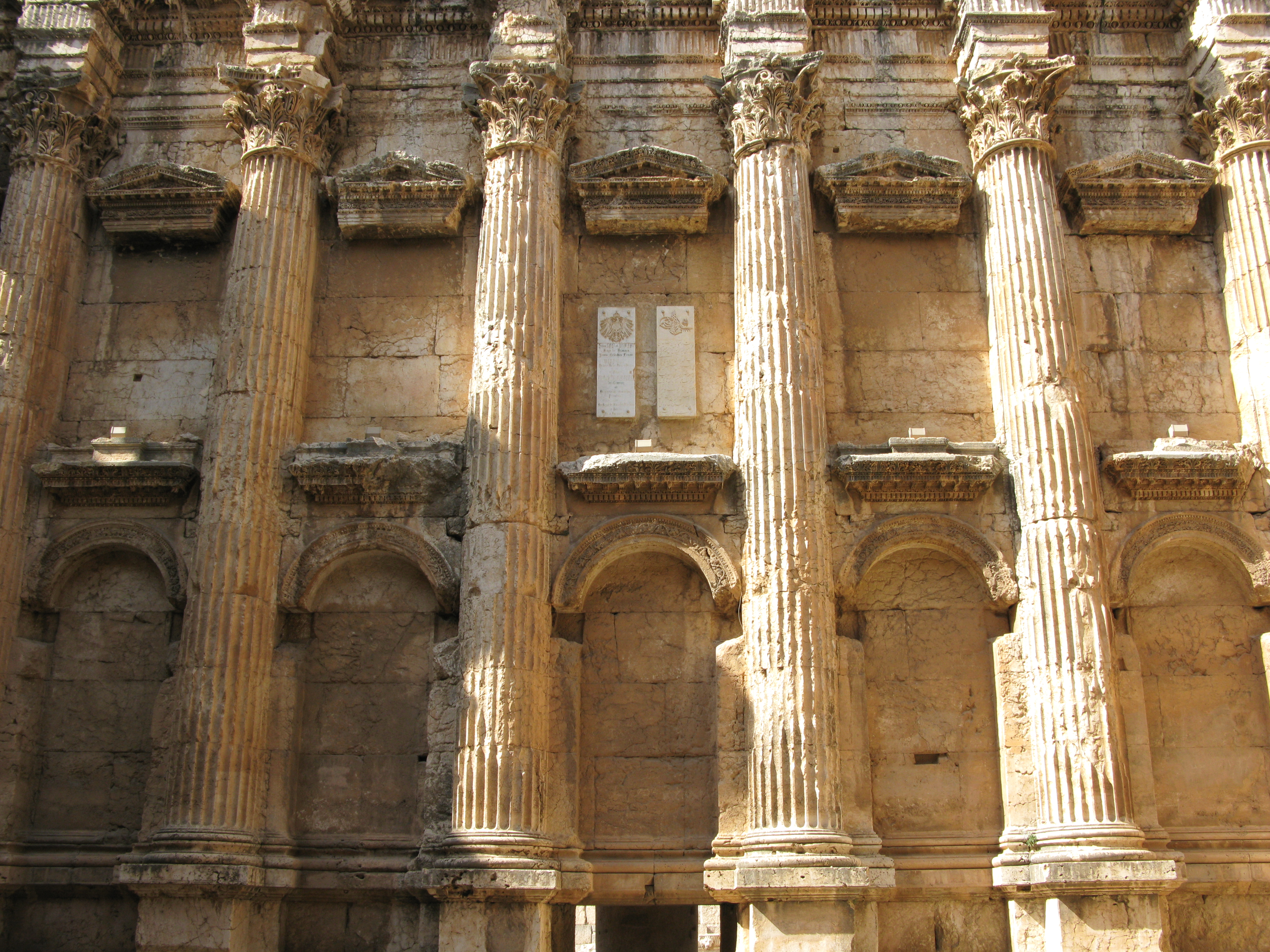
Capitéis coríntios ornamentando as colunas do Templo de Baco em Balbeque

O templo tem 66 m de comprimento, 35 m de largura e 31 m de altura, tornando-o apenas um pouco menor que o Templo de Júpiter. O pódio no qual o templo fica está em um eixo leste-oeste. A parede periférica é adornada por uma colunata de quarenta e duas colunas coríntias não caneladas com bases jônicas, dezenove das quais permanecem eretas. Existem oito colunas em cada extremidade e quinze em cada lado—quase 20 m (66 pés) de altura. Estes provavelmente foram erguidos em estado bruto e depois arredondados, polidos e decorados em posição. As colunas sustentam um entablamento ricamente esculpido, que inclui arquitrave com friso tripartido decorado com touros e leões alternados e cornija ornamentada com padrões geométricos e florais.
No interior, a cela é decorada com pilastras coríntias flanqueando dois níveis de nichos de cada lado. Os parapeitos são decorados com Mênades dançantes, apoiando a atribuição do templo a Baco. O interior do templo é dividido em uma nave de 98 pés (30 m) e um ádito ou santuário de 36 pés (11 m) em uma plataforma elevada 5 pés (2 m) acima dela e com 13 degraus na frente.
A entrada foi preservada até o século XVI, mas a pedra angular do lintel deslizou 2 pés (1 m) após os terremotos de 1759; uma coluna de alvenaria bruta foi erguida nas décadas de 1860 ou 1870 para apoiá-la. Os terremotos também danificaram a área ao redor da famosa inscrição de uma águia no intradorso, que foi totalmente coberta pela coluna de suporte da pedra angular. Algumas moedas romanas históricas retratam a estrutura deste templo junto com o Templo de Júpiter.
O Templo é enriquecido por alguns dos relevos e esculturas mais refinados que sobreviveram desde a antiguidade. Existem quatro esculturas esculpidas no peristilo que se acredita serem representações de Acarina, o que as tornaria as primeiras representações reconhecíveis de ácaros na arquitetura.

## Galeria

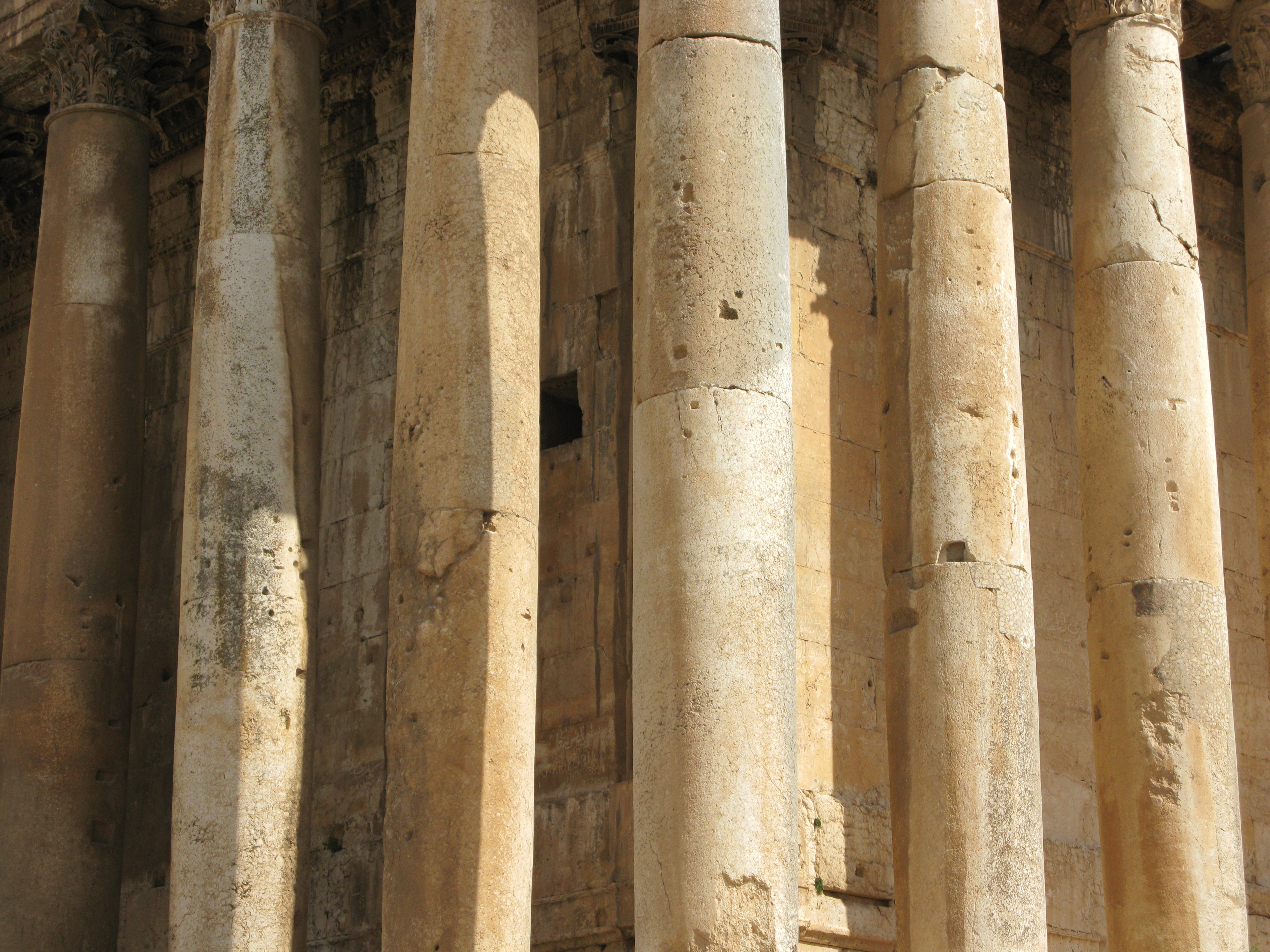
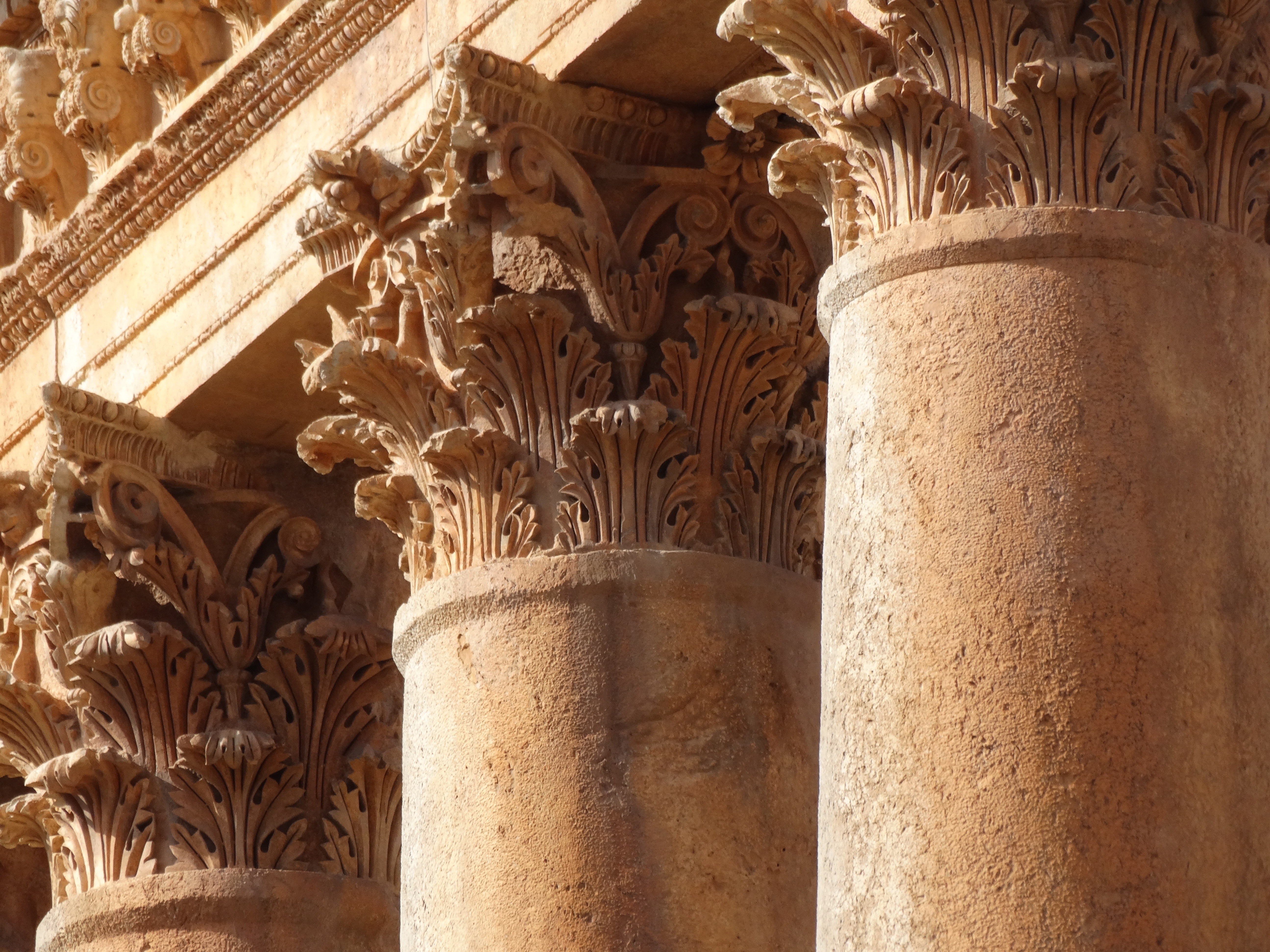
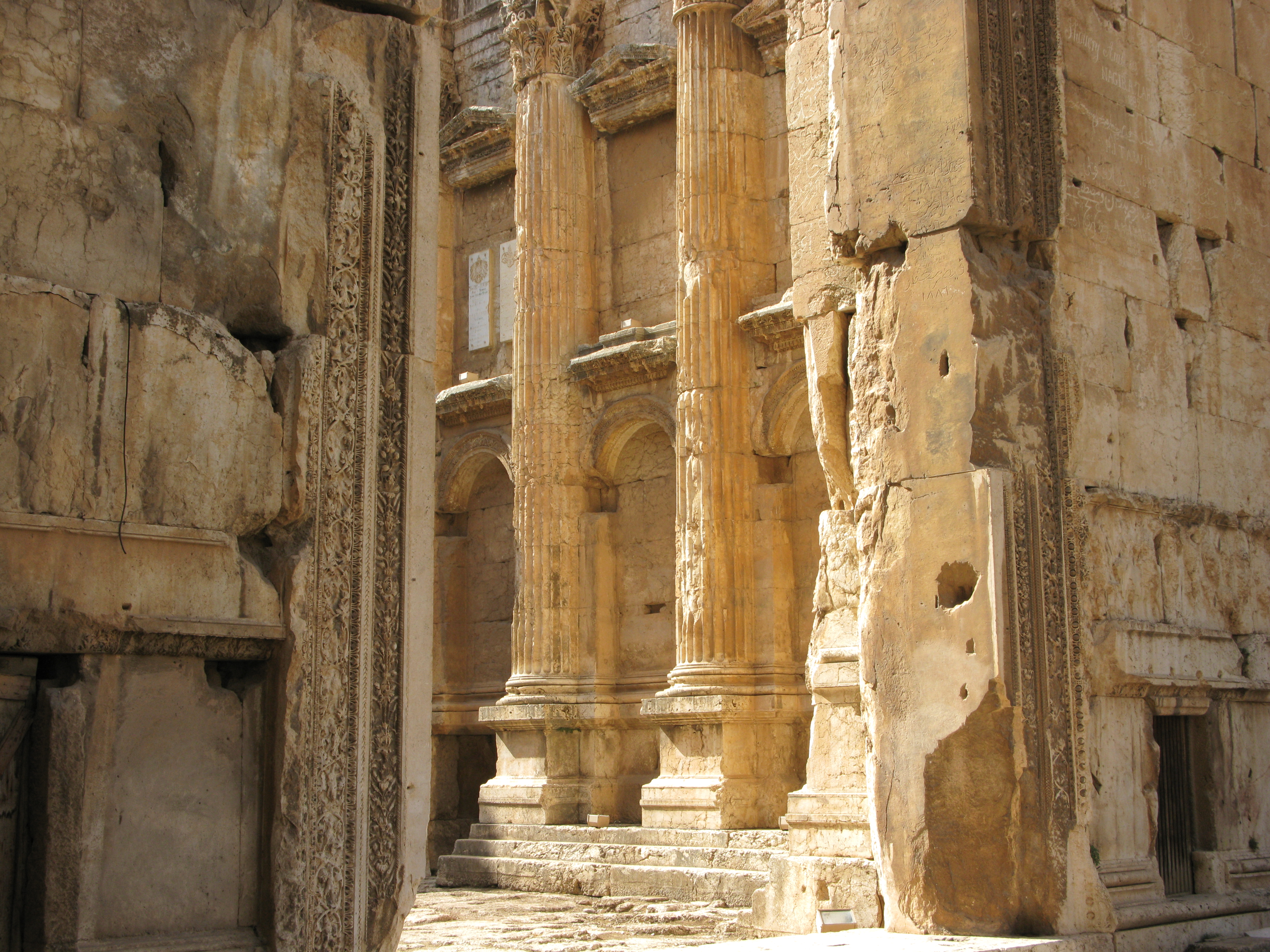
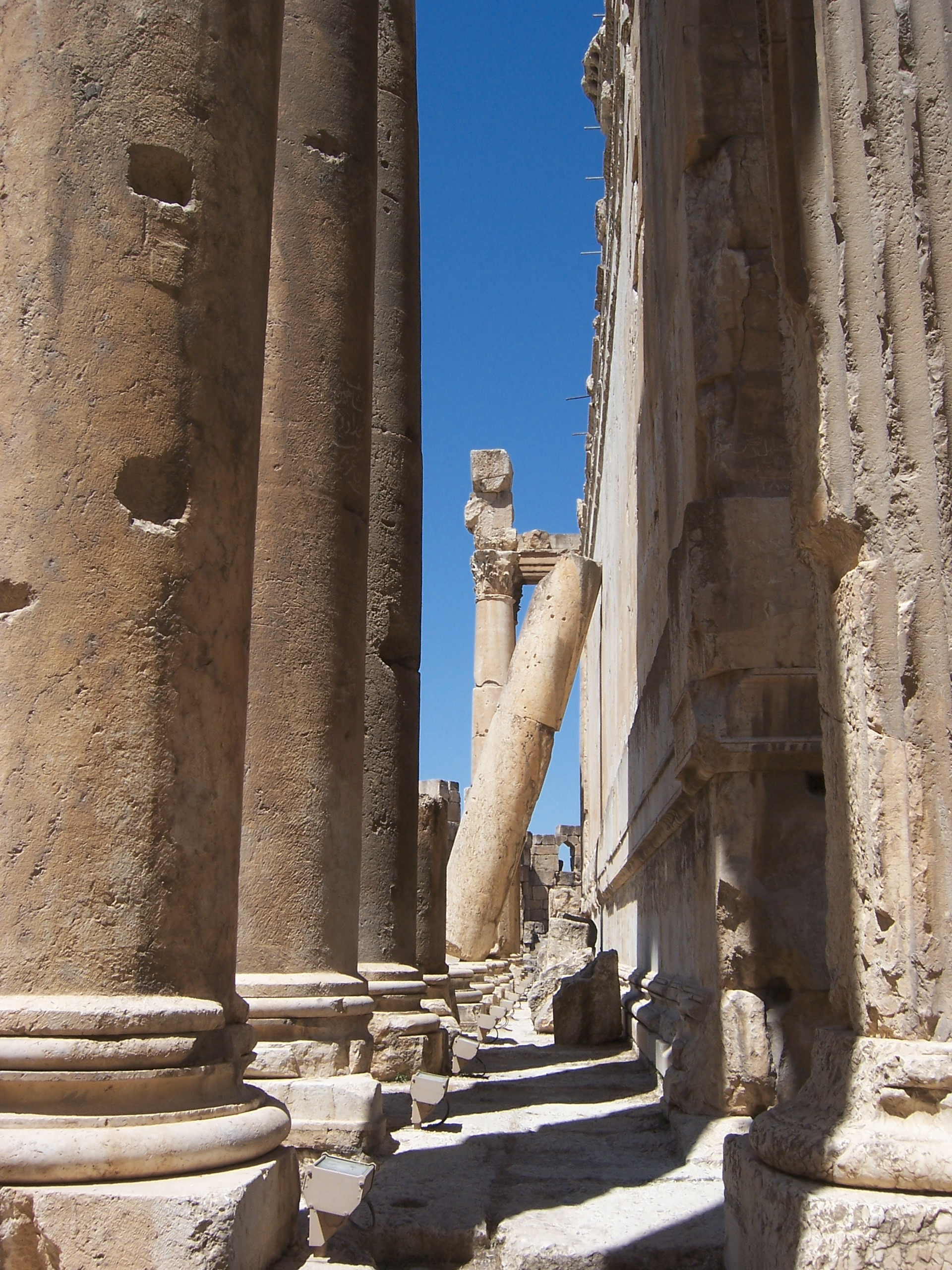
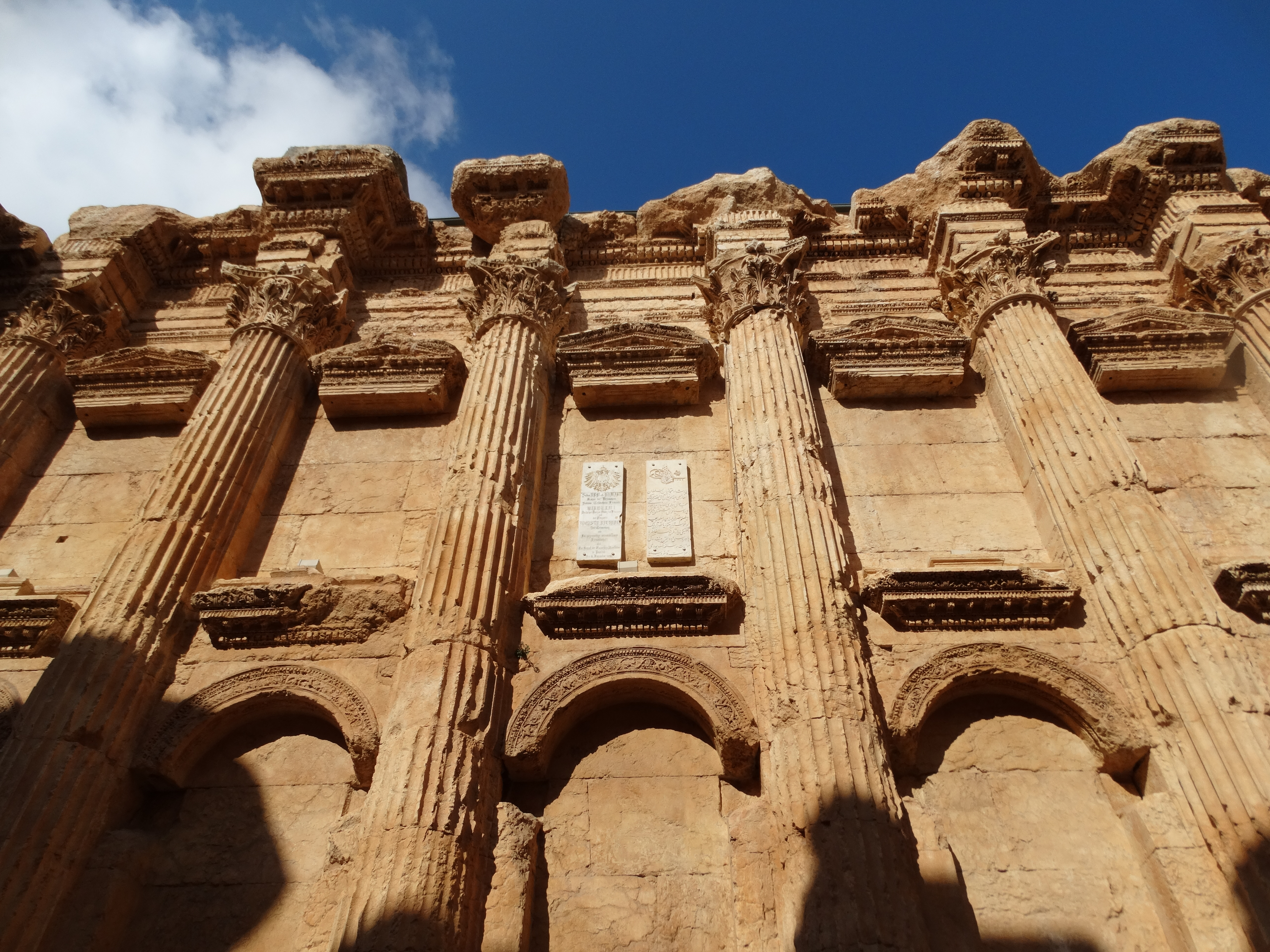